# Circuit de Fontainebleau

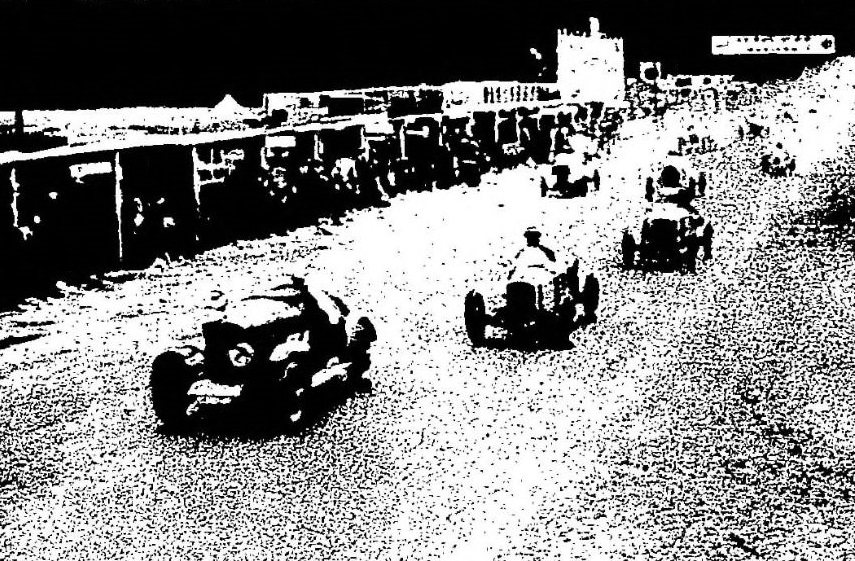
Départ du Bol d'or 1927 sur la D606 (route en direction de Nemours) au niveau du Champ de tir.

Le circuit de Fontainebleau situé en Seine-et-Marne a accueilli des courses automobiles et de motocyclettes entre 1906 et 1927,. Le circuit a comporté trois tracés passant exclusivement par des routes ouvertes traversant la forêt de Fontainebleau. Ces courses ont été relayées par les journaux La Vie au grand air et L'Auto.
Les courses ayant eu lieu sur ce circuit ont été :
- Une course de vitesse en 1906[3].
- Des Grand Prix de France du Moto-Club-de-France (M.C.F.) en 1912[4], 1913[5], 1914 [6]et 1920[7].
- Un Bol d'or automobile et motocyclette en 1927[7].

## Tracés du Circuit de Fontainebleau
Trois tracés ont existé, en voici leurs itinéraires :
- Tracé de 1906, 85 kilomètres.
- Tracé de 1912 à 1920, 30 kilomètres.
- Tracé de 1927, 5,2 kilomètres.

### Tracé de 1906
Tracé de 1906, 85 km, circuit de vitesse en forme de trèfle. Il passait par de nombreuses communes : Fontainebleau, Melun, Chailly-en-Bière, Arbonne-la-Forêt, Achères-la-Forêt et Ury.

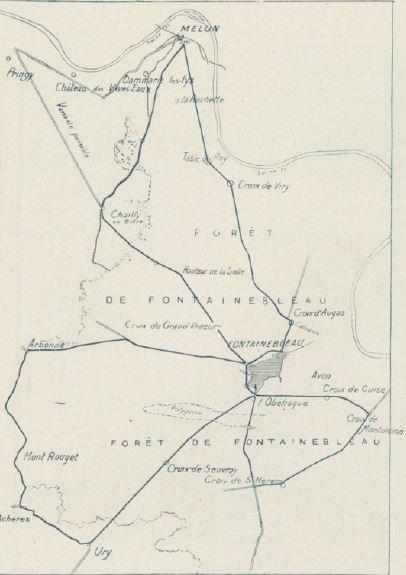
Circuit de Fontainebleau (85 km) pour la course de vitesse de 1906.

Ce tracé aurait été utilisé pour la course de vitesse de 1906. Néanmoins, aucune publication ne livre le résultat ni le déroulement de cette épreuve. Les seules traces de cette course sont : l'accord de principe d'une épreuve de vitesse à Fontainebleau par le Comité de l'Automobile Club de France et le repérage du circuit par les membres de la commissions sportive, relayé par un reportage photo dans le journal La Vie au grand air du 22 décembre 1905.

### Tracé de 1912 à 1920
Tracé de 1912 à 1920, de 30 km. Il passait par le carrefour de l'Obélisque (Fontainebleau) puis Arbonne la forêt pour aller jusqu'à Achères la forêt par la route des 17 virages et ensuite arrivait à Ury pour enfin revenir sur le rond point de l'Obélisque.
Le tracé reporté sur la carte est celui décrit par le journal L'Auto-vélo du 25 aout 1912 :

« Le Circuit de Fontainebleau emprunte les routes de Fontainebleau (carrefour de la Fourche à Arbonne, d'Arbonne à Ury par Achères, d'Ury à Fontainebleau (carrefour de l'Obélisque) Silvain et le boulevard circulaire de Fontainebleau dit Silvain-Collinet, allant du carrefour de l'Obélisque au carrefour de la Fourche. Ce circuit mesure 30 kilomètres au tour, il devra être couver 15 fois par les motocyclettes. »

De plus, des photos prises à différents lieux du tracé lors des éditions des Grand Prix de France de 1912, 1913 et 1914 appuient les dires du journal L'Auto vélo :
Le lieu de départ/arrivée n'est pas localisé malgré des photos disponibles.
Quelques informations supplémentaires sur les balises placées sur la carte :
- Balise 1 : Des photos montrent le carrefour de l'Obélisque[10],[11].
- Balise 2 : Une photo montre un coureur s'engager sur la route D64 (route des 17 virages) entre Arbonne la forêt et Achères la forêt[12].
- Balise 3 : Deux photos à Ury montrent des coureurs arrivés rue de l'Église, tournant sur la D152 (Route d'Orléans) en direction de Fontainebleau[13].
- Balise 3 : Une photo d'un coureur passant sous l'Aqueduc de la Vanne et du Loing sur la D152[14].

Cette configuration fût utilisée pour des Grand Prix de France organisés par le Moto Club de France (M.C.F.).

### Tracé de 1927
Tracé de 1927, de 5,2 km, utilisé à l'occasion du Bol d'or, déménagé de Saint Germain en Laye à Fontainebleau.
Ce tracé passait par le carrefour de l'Obélisque (virage de l'Obélisque) endroit du contrôle chronométrage , empruntait la D607 en direction de Nemours puis tournait sur la route de Médicis pour arriver sur la route d'Orléans. Enfin, les concurrents revenaient sur le carrefour de l'Obélisque en passant sous l'Aqueduc de la Vanne et du Loing.

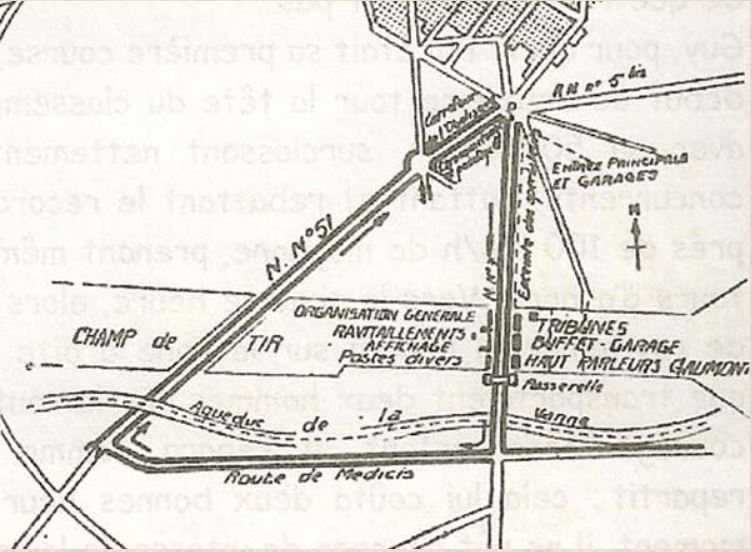
Plan du tracé du Circuit de Fontainebleau pour le Bol d'or de 1927

## Courses
Les courses ayant eu lieu sur le circuit de Fontainebleau ont été :
- Une course de vitesse en 1906[3].
- Des Grand Prix de France du Moto-Club-de-France (M.C.F.) en 1912, 1913, 1914 et 1920[7].
- Un Bol d'or automobile et motocyclette en 1927[7].

### Épreuve de vitesse
Pour l'instant, il n'y a pas preuve que cette course s'est déroulée. En effet, aucune publication ne livre le résultat ni le déroulement de cette épreuve. Les seules traces de cette course sont : l'accord de principe d'une épreuve de vitesse à Fontainebleau par le Comité de l'Automobile Club de France et le repérage du circuit par les membres de la commissions sportive relayé par un reportage photo dans le journal La Vie au grand air du 22 décembre 1905.

### Grand Prix de France
Grand Prix de France organisé par le Moto Club de France (M.C.F.). Ces épreuves étaient différentes des Grand Prix de France organisés par l'Union-Motocycliste-Française (U.M.F.) à partir de 1920.
Les pilotes devaient faire 15 fois le tour Fontainebleau, Arbonne, Achères, Ury le plus rapidement possible soit 450 kilomètres.
Pour l'édition de 1914, les pilotes partaient en fonction de leur catégorie entre 8h00 et 8h14.

### Bol d'or
Le Bol d'or de 1927 s'est déroulé à Fontainebleau à la suite de la mort d'un spectateur lors de l'édition précédente qui se courait à Saint-Germain-en-Laye. C'est la seul année où le Bol d'or fût organisé à Fontainebleau. L'année suivante, il retourna à Saint-Germain-en-Laye.
Le Bol d'or durait 48h (24h moto puis 24h automobile). Départ motos à 15h et départ voitures le jour suivant à 17h.30.
Pour le premier jour du Bol d'or, 53 motos et 2 sidecars ont pris le départ. Après la nuit, seulement 35 concurrents restaient en course.
Le deuxième jour, l'épreuve auto a commencé à 17h30 avec 29 voitures au départ de l'Obélisque.
Dans l'édition 1927, Violette Morris est la gagnante de la catégorie automobile 1100cc.

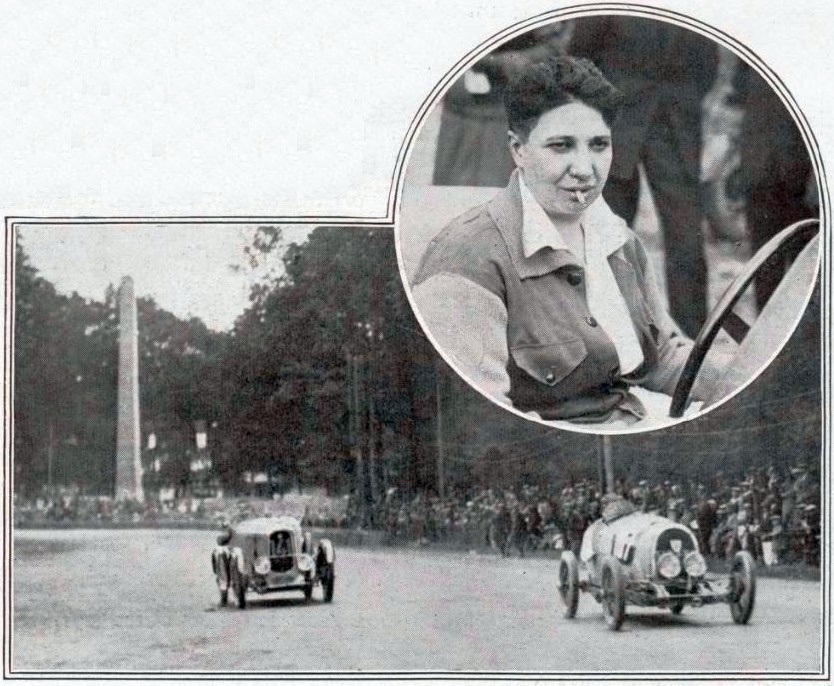
Violette Morris victorieuse du Bol d'or automobile en 1927 sur B.N.C. (Rond-point de l'Obélisque en arrière plan).
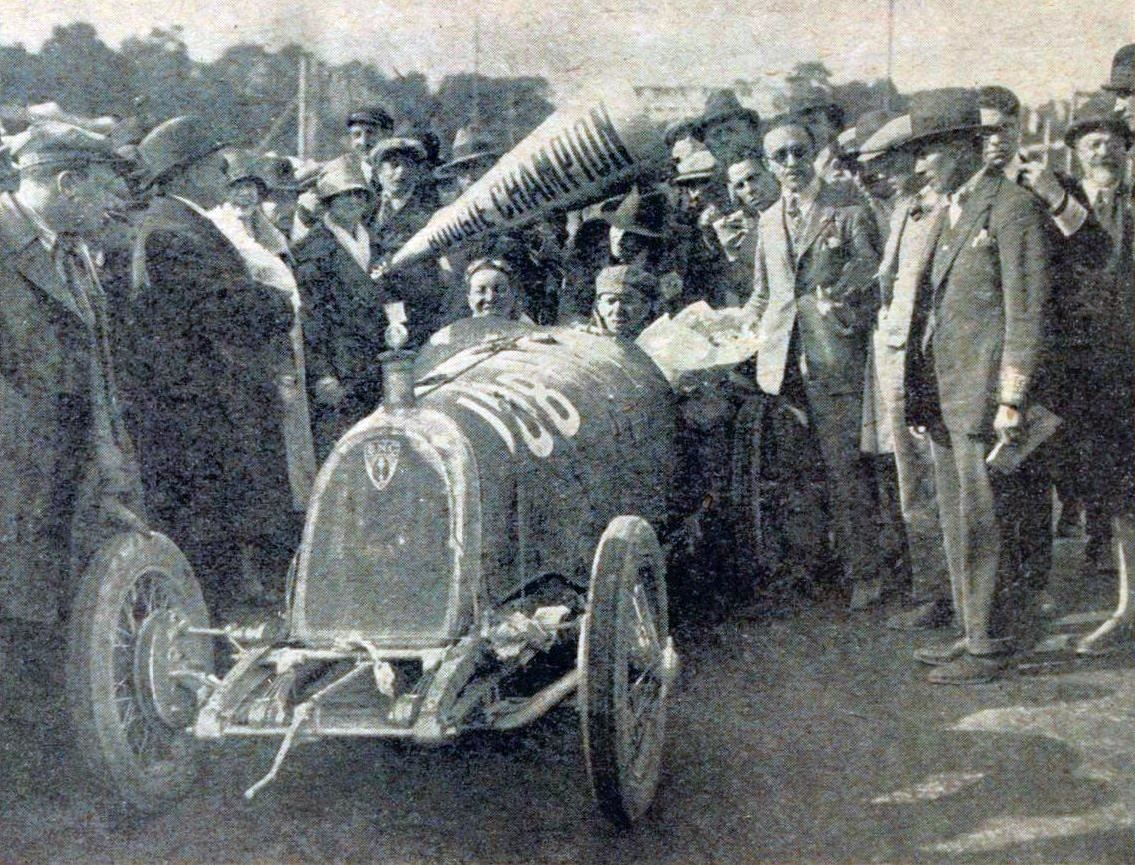
Violette Morris victorieuse du Bol d'or 1927, sur B.N.C.